# Guerra del temps
La guerra del temps, o més específicament, l'última gran guerra del temps, és un conflicte produït dins de l'univers fictici de la sèrie britànica de ciència-ficció Doctor Who. S'hi van enfrontar els senyors del temps contra els dàleks i va provocar l'aparent destrucció mútua d'ambdues races, provocada pel Doctor.
En la continuïtat de la sèrie, la guerra passa en l'espai entre la pel·lícula (1996) i l'estrena de la sèrie moderna el 2005. No es mostra directament en pantalla, però és esmentada amb molta freqüència en la sèrie moderna. Els esdeveniments de la guerra i el seu progrés mai s'han explicat completament. En diversos episodis es donen pistes en diversos comentaris breus, encara que la guerra no es converteix en el tema central fins a L'últim dels senyors del temps. Al serial La fi del temps (2009-2010) es va donar informació addicional.
En l'especial The Day of the Doctor es va mostrar l'últim dia de la guerra i es va revelar que en realitat ni Gallifrey ni els senyors del temps havien estat destruïts, sinó que en el seu lloc van ser congelats a un punt aïllat de l'espai i el temps ocults per tot l'univers per una acció conjunta de les tretze regeneracions del Doctor.

## Origen
L'última gran guerra del temps enfrontar als senyors del temps contra els dàleks de Skaro. L'incident específic que va fer saltar l'espurna del conflicte no és clar, però segons l'antic productor executiu Russell T Davies, els orígens daten de les trobades del Doctor amb els dàleks. En Genesis of the Daleks (1975), els senyors del temps, en preveure la possibilitat que els dàleks conquereixin tot l'univers, envien al Quart Doctor al passat en un intent d'evitar la creació dels dàleks o afectar el seu desenvolupament per fer menys agressius.
En represàlia per aquesta missió fallida, els dàleks intenten infiltrar-se a l'Alt consell dels senyors del temps amb duplicats del Cinquè Doctor en Resurrection of the Daleks (1984), al que va seguir una declaració oberta d'hostilitat per part d'un dels emperadors dàleks en Remembrance of the Daleks (1988).